# التيرسنة ضاية عائشة (قصيبية)
التيرسنة ضاية عائشة هي إحدى مشيخات المملكة المغربية، تتبع جغرافيا لإقليم سيدي سليمان وإداريًا لقصيبية. يقدر عدد سكانها بـ 2203 نسمة حسب الإحصاء الرسمي للسكان والسكنى لسنة 2004.